# قضية اتفاقية
الاتفاقية هي القضية التي حكم فيها بصدق التالي على تقدير صدق المقدم، لا لعلاقة بينهما موجبة لذلك، بل لمجرد صدقهما، كقولنا: إن كان الإنسان ناطقا فالحمار ناهق. وقد يقال: إنها هي التي يحكم فيها بصدق التالي فقط، ويجوز أن يكون المقدم فيها صادقا أو كاذبا، وتسمى بهذا المعنى: اتفاقية عامة، وبالمعنى الأول: اتفاقية خاصة، للعموم والخصوص بينهما، فإنه متى صدق المقدم صدق التالي، ولا ينعكس.